# Браєр (острів)
Браєр (англ. Bryher) — острів в архіпелазі островів Сіллі, Велика Британія. Другий по величині та заселенню островів архіпелагу омивається Кельтським морем.

## Географія
На площі 1,32 км² проживає 84 особи, які зайняті, зазвичай, у сфері туризму та вирощуванні квітів. Всі вони замешкали в поселенні — Браєр (Bryher).